# Osborn Prolific
 'Osborn Prolific' es un cultivar de higuera de tipo higo común Ficus carica bífera, de higos de piel marrón violáceo. En América del Norte son capaces de ser cultivadas en USDA Hardiness Zones 7 a 10.

## Sinonimia
- „ Osborn“,
- „Osborn's Prolific“,
- „Neverella“,[4][5][6]
- „Archipel (DFIC007)“,
- „De l'Archipel“,[7]
- „Rust“,
- „Rust Fig“,
- „Drap D’or (DFIC 250)“,
- „Encanto Brown Turkey (DFIC 261)“,
- „Figue Grise“,
- „Hardy Prolific“,
- „Malcolm’s Super Giant (DFIC 154)“,
- „Ronde Noire“,

## Historia
Se ha descubierto que 'Osborn Prolific' es genéticamente similar a los higos de Turkmenistán, un grupo de higos que "pueden representar higos silvestres de tipo no mediterráneo encontrados en las regiones Hyrcanic del Mar Caspio sur, que algunos botánicos tratan como una especie separada, F. hyrcana (Zhukovsky 1962). Tanto los higos silvestres mediterráneos como los no mediterráneos son completamente interfértiles y producen híbridos que se adaptan a una amplia gama de condiciones ecológicas (Storey y Condit 1969). Los "higos" de Turkmenistán son genéticamente diferentes del resto del Mediterráneo y de los higos del Cáucaso ". (Aradhya, et al).
El nombre de 'Osborn Prolific' se debe a la introducción de esta variedad en Inglaterra por Mr. Osborn dFulham en 1878-1879. Algunos horticultores ingleses creen que 'Osborn Prolific' y 'Brown Turkey' son idénticas.
Gustavus A. Eisen ha informado de que la variedad francesa 'Ronde Noire' es completamente diferente de la 'Osborn Prolific' aunque tienen similitudes en apariencia. En California, 'Ronde Noire' es un higo sin valor en los valles interiores. En las regiones costeras frías los higos son grandes y de excelente calidad. El árbol da dos cosechas

## Características
Las higueras 'Osborn Prolific' se pueden cultivar en USDA Hardiness Zones 7 a más cálida húmeda, siendo la zona óptima de cultivo comprendida entre USDA Hardiness Zones de 8a a 10.
La planta es un árbol mediano bífera, dando cosecha de brevas escasa; fruta grande, oblicua-piriforme, color de la piel marrón violáceo con pulpa de color ámbar. Sabor aceptable.
Hoja generalmente pequeña; subcordato en la base; con 5 lóbulos. Las plantas son vigorosas, con buena tolerancia al frío. Desarrollo rápido de la higueras.
Los higos de tamaño por encima de la media, turbinado con ápice ancho y cuello grueso, de color violeta verde, la pulpa ámbar con pocas semillas de bastante buena calidad, agradable sabor ligero y pulpa densa, textura seca. Los higos que comienza a madurar a mediados de julio y en agosto, con mala calidad en los valles interiores.
Esta variedad es autofértil y no necesita otras higueras para ser polinizada. El higo tiene un ostiolo que está bloqueado con resina por lo que es bastante resistente a la putrefacción, ya que evita el deterioro durante condiciones climáticas adversas.

## Cultivo
Se cultiva sobre todo en huertas y jardines privados de Reino Unido y algunos Estados de Estados Unidos.